# Mimudea leucanalis
Mimudea leucanalis là một loài bướm đêm trong họ Crambidae.